# サーモトロピック型液晶ポリマー
液晶構造を発現する高分子のことを液晶ポリマー（Liquid Crystal PolymerまたはLiquid Crystal Plastic,LCP）、又は液晶高分子という。その中で、ある温度範囲で(サーモトロピック)液晶性を示すものをサーモトロピック型液晶ポリマーという。溶融状態で分子の直鎖が規則正しく並んだ液晶様性質を示す、熱可塑性樹脂と定義される。厳密には、パラヒドロキシ安息香酸などを基本構造としつつ、それのみによるホモポリマーでは融点が熱分解温度を上回ってしまうため、各種の成分と直鎖状にエステル結合させて合成した芳香族ポリエステル系樹脂のことであり、別称として液晶ポリエステルとも呼称される。
多く成分や結合などを名称の根拠とするプラスチックにおいて、アイオノマー樹脂と並び液晶ポリマーは特異な名づけ方がされたものと言え、時に常態が液状だとの誤解を生むことがある。サーモトロピック型以外の液晶ポリマーとして、溶液状態で(リオトロピック)液晶性を示すリオトロピック型液晶ポリマーがある。

## 種類
LCPは、融点を引き下げるために共重合される成分で大別される。しかしながら、それぞれに特別な分類呼称は備わっていない。本稿では「タイプ」と称してナンバリングを施すが、これは便宜的なものであり一般に用いられている名称ではないことをあらかじめ断っておく。

### エチレンテレフタレートとパラヒドロキシ安息香酸との重縮合体
「タイプⅠ」と呼称する。最初に製造された液晶ポリマーの種類。

### フェノールおよびフタル酸とパラヒドロキシ安息香酸との重縮合体
「タイプⅡ」と呼称する。下図は一般的な4,4-ジヒドロキシビフェノールとテレフタル酸の例。

### 2,6-ヒドロキシナフトエ酸とパラヒドロキシ安息香酸との重縮合体
「タイプⅢ」と呼称する。

### その他
耐熱性と流動性の両立を模索するなどの目的のため、LCPは構成分子の改良検討が進み、既に20種類以上のLCPが提案されている。

## 製法
一般に、溶融重合法により製造される。芳香族ヒドロキシ酸のヒドロキシ基を無水酢酸等によってアセチル化し、加熱して脱酢酸重縮合反応を起こして直鎖構造を作り出す。溶融重合法で比較的分子量の低いポリマーを製造し、これを固相重合法で更に重合させる手法もある。

## 特徴
- 固体。タイプにより褐色や乳白色などだが、成型用に供出される際には黒などの着色がなされている場合が多い。
- 成型後に生じる緻密な結晶構造により、非強化状態でもフィラー強化されたエンジニアリングプラスチックを上回る剛性を持つ。ただし異方性は極めて高い。
- 高い弾性を持つ。
- 耐熱性が高い。最も高い「タイプⅡ」は荷重たわみ温度が280℃を超える。
- 溶融時に示す液晶的性質から高分子相互の絡み合いが無いため粘度が低く、成型時の流動性に優れる。また成型収縮率や線膨張係数が低いため、薄肉構造や微細な成型に対応できる。ただしウエルド強度はおしなべて低い。
- 耐薬品性に優れる。
- 難燃性は「タイプⅠ」でUL94HB、「タイプⅡ～Ⅲ」はV-0。

## 改質
フィラー強化
LCPの欠点である成型品の異方性やウエルド強度の低さを改良するために、ガラス繊維などを充填する改質が行われる。また、弾性や強度向上のためには、炭素繊維やマイカなど無機フィラーによる強化も行われている。
エステルアミド化
LCPとアミノフェノールとを共重合させ、アミド結合を加えることで高弾性率化させる手法。
側鎖付与型LCP
メソゲン基を側鎖付与したLCPは、ディスコティック液晶様性質を持たせることが出来る。このように、側鎖付与による改質を施したLCPは機能性材料として注目され、開発が進んでいる。

## 用途

### 歴史
1974年にイーストマン・コダックが「タイプⅠ」を開発･上市するが、これはむしろポリエチレンテレフタレートの耐熱性向上を狙った改質の一種であった。表面実装技術(SMT)に対応すべく耐熱性向上を目的に開発された「タイプⅡ」は1979年に住友化学工業（現:住友化学）が工業化を行っている。さらに1984年にはセラニーズが「タイプⅢ」を開発し、機構部品への対応範囲を拡げた。

### 使用例
電気･電子分野では前述のプリント基板実装用の他にも、コネクタ･ボビン･光ピックアップ部品のケースなど、さらにマイクロモーター部品などに使用される。フィルム成型したものは、薄層化や高周波などに対応する電子回路基板素材として、また光学フィルムとしても急速に採用範囲を広げている。自動車関連では電装部品の他に、コンプレッサー部品やショックアブソーバー機構部品など機械的な部品類にも採用されている。これは事務用機器や一般の機械にも及び、パソコンや複写機･プリンターなどの内部構造部品、回転機器の軸受け、油圧機構のシールパッキングなど金属代替分野でも幅広い採用例がある。また、強度と弾性率に優れた繊維や不織布への展開も図られ、魚網等水産資材用から光ファイバー構成材料などにも使われている。将来は、LCPが持つガスバリア性や制音･制振性などの特性を生かし、燃料電池構成部品などへの用途展開が期待されている。